# كتابة قادابوورسية
الكتابة الگادابوورسية أو الكتابة البورامية (بالگادابوورسية:) هي كتابة ابتكرت لكتابة اللغة الصومالية في عام 1933 بواسطة الشيخ عبد الرحمن شيخ نور [الإنجليزية] من عشيرة قادابوورسي [الإنجليزية].